# Otrębowiec
Otrębowiec (Palorus) – rodzaj chrząszczy z rodziny czarnuchowatych i podrodziny Tenebrioninae.

## Morfologia i zasięg

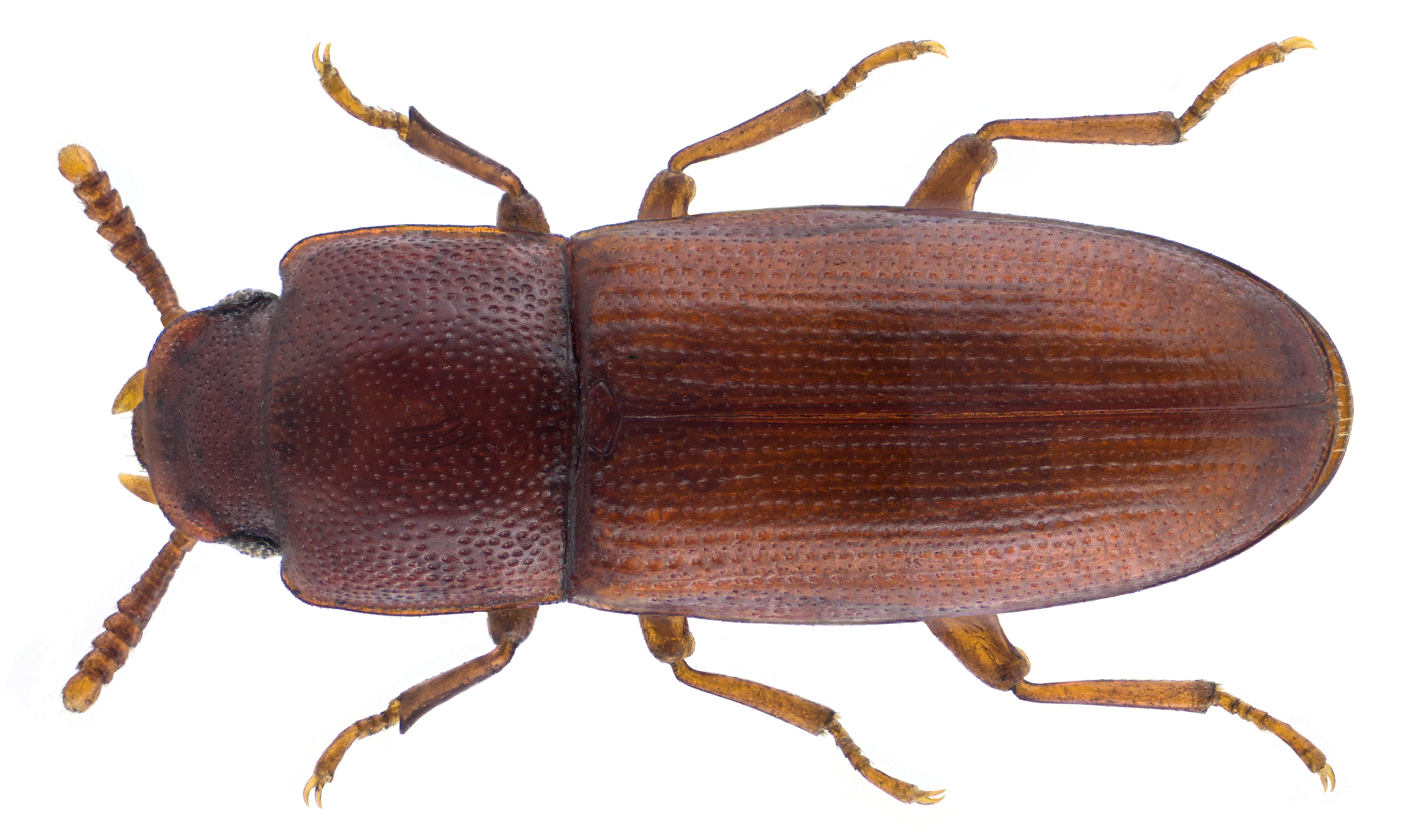
Palorus subdepressus

Chrząszcze o wydłużonym, stosunkowo płaskim, przypominającym trojszyki ciele długości najwyżej kilku mm. Ubarwienie mają rdzawobrązowe do ciemnobrązowego. Oskórek zwykle jest błyszczący, porośnięty niemal niewidocznym, bardzo krótkim owłosieniem. Głowa ma wyraźne wgłębienie między czołem a nadustkiem i policzkami. Czułki są krótkie, ku tyłowi sięgające co najwyżej do połowy długości przedplecza, zbudowane z krótkich, ku szczytowi coraz szerszych członów, pozbawione wyodrębnionej buławki. Przedplecze jest mniej więcej kwadratowe, nieznacznie ku przodowi rozszerzone, najszersze u przedniej krawędzi, o krawędziach bocznych i tylnej wyraźnie obrzeżonych listewką. Pokrywy mają ostre kąty barkowe, wyraźnie, drobno punktowane rzędy oraz słabo sklepione międzyrzędy. Skrzydła tylnej pary są w pełni wykształcone. Krótkie odnóża mają pozbawione guzków i ząbków uda i golenie oraz silne pazurki na szczytach stóp.
Rodzaj współcześnie kosmopolityczny. Z Palearktyki wykazano 11 gatunków. W Europie, w tym w Polsce stwierdzono trzy gatunki (czarnuchowate Polski).

## Taksonomia i ewolucja
Takson ten wprowadził Étienne Mulsant w randze podrodzaju w obrębie rodzaju Hypophlaeus. Autor ów umieścił w nim tylko jeden gatunek, H. depressus. Współcześnie Palorus klasyfikowany jest jako odrębny rodzaj z ponad 20 opisanymi gatunkami:
- Palorus andrewesi Blair, 1930
- Palorus austrinus Champion, 1896
- Palorus borneensis Grimm, 2016
- Palorus cerylonoides (Pascoe, 1863)
- Palorus depressus (Fabricius, 1790)
- Palorus euphorbiae (Wollaston, 1862)
- Palorus ficicola (Wollaston, 1867)
- Palorus fuhoshoanus Kaszab, 1941
- Palorus genalis Blair, 1930
- Palorus ghanensis Halstead, 1972
- Palorus glabratus (Gerstaecker, 1871)
- Palorus grossi Halstead, 1967
- Palorus halsteadi Bremer, 1985
- Palorus intermedius Halstead, 1967
- Palorus laxipunctus Fauvel, 1904
- Palorus mahenus Gebien, 1922
- Palorus neboissi Halstead, 1967
- †Palorus platycotyloides Alekseev et Nabozhenko, 2017
- Palorus ratzeburgi (Wissmann, 1848)
- Palorus reticulatus Halstead, 1967
- Palorus shoreae Blair, 1930
- Palorus sinuaticollis Blair, 1930
- Palorus subdepressus (Wollaston, 1868)
- Palorus upoluensis Blair, 1928

Zapis kopalny taksonu sięga eocenu – z epoki tej pochodzi inkluzja P. platycotyloides w bursztynie bałtyckim, odnaleziona na terenie obwodu królewieckiego.